# Асандр
Аса́ндр (др.-греч. Ἄσανδρoς Φιλόκαισαρ Φιλορώμαιος, лат. Asandrus Philocaesar Philoromanus; 110—17 годы до н. э.) — первоначально боспорский наместник понтийского царя Фарнака II, позже Боспорский царь (47—17 годы до н. э.).

## Биография

### Общие сведения
Асандр, боспорский наместник царя Понта Фарнака II, сына Митридата VI Евпатора, в 47 году до н. э., после поражения Фарнака в войне с Римом предал его и провозгласил себя архонтом, а позже царём Боспора. В дальнейшей междоусобице Асандр убил пытавшегося закрепиться на Боспоре Фарнака.

### Легитимизация царствования
Легитимность царствования Асандра из-за убийства Фарнака была под большим сомнением и могла вызвать несогласие Рима. Для укрепления своего статуса Асандр женился на Динамии, дочери Фарнака, обеспечив таким образом преемственность власти, поддержку местного населения и возможность обратиться к Риму для утверждения своей власти.

### Царствование
Асандр имел сложные отношения с Римом и даже воевал с Митридатом Пергамским, ставленником Юлия Цезаря на боспорский трон. Стабильность наступила лишь при императоре Октавиане Августе. Между 27 и 17 годами до н. э. Рим признал, наконец, Асандра царём Боспора. По сведениям Стабона, Асандр возвёл на перешейке у Херсонеса стену шириной в 360 стадий, на каждой из которых размещалось по 10 башен.
Будучи сильным правителем, Асандр в конце жизни впал в депрессию и умер в возрасте 93 лет, уморив себя голодом. За его смертью последовало междуцарствие, закончившееся с приходом к власти Аспурга (лат. Tiberius Julius Aspurgus), сына Асандра.